# Цона Артиђанале Арђелато (Болоња)
Цона Артиђанале Арђелато (итал. Zona Artigianale Argelato) је насеље у Италији у округу Болоња, региону Емилија-Ромања.
Према процени из 2011. у насељу је живело 67 становника. Насеље се налази на надморској висини од 20 м.